# Monte Burney

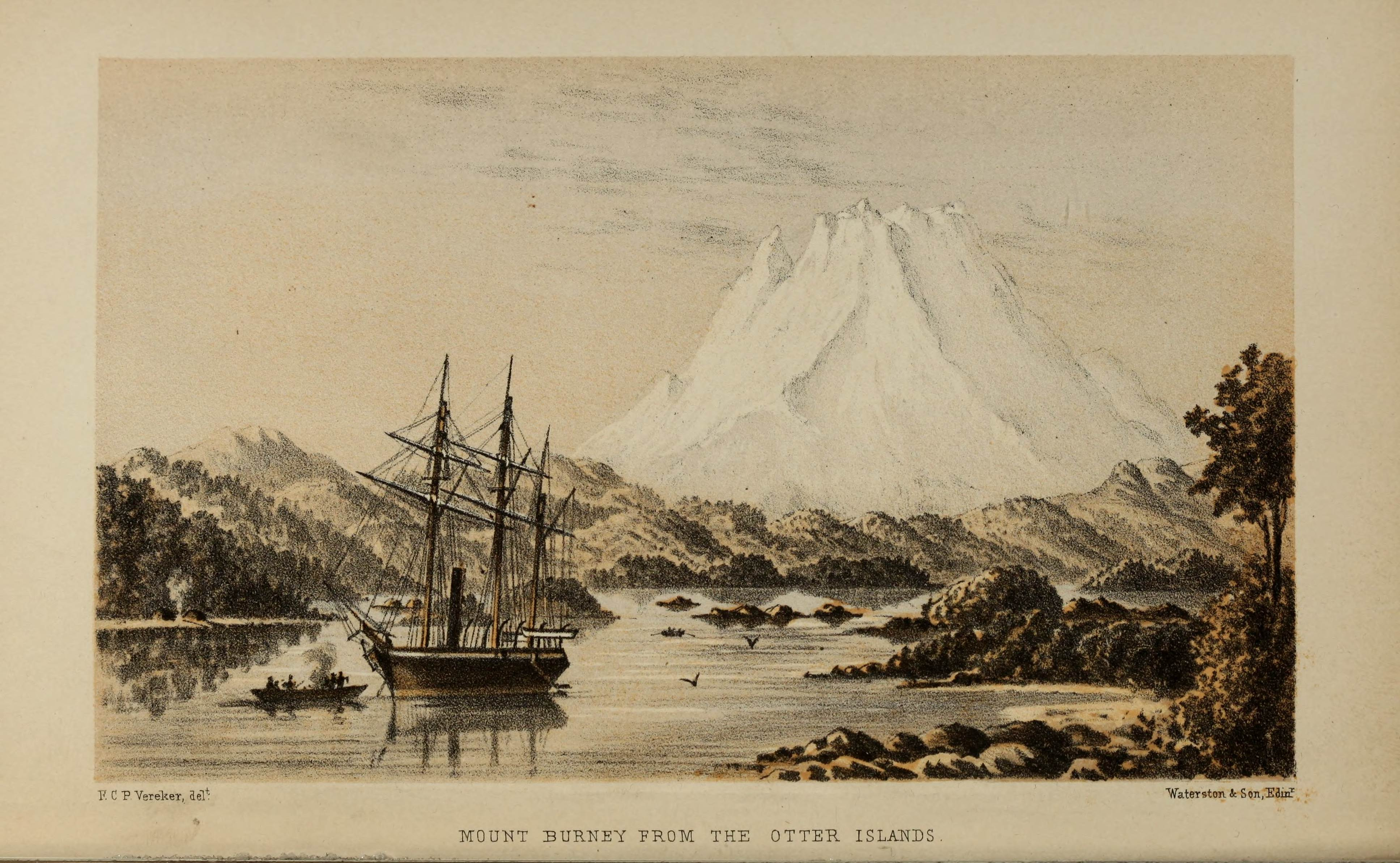
Monte Burney, pintura de 1871

Monte Burney  é um vulcão no sul do Chile, parte de sua Zona Vulcânica Austral que consiste em seis vulcões com atividade durante o Quaternário.
Monte Burney é formado por uma caldeira com um estratovulcão glaciado em sua borda.
A análise de Tephra forneceu indícios de várias erupções durante o Pleistoceno e Holoceno, incluindo duas grandes erupções explosivas durante o começo e metade do Holoceno.

## Nome
O vulcão leva o nome de James Burney, um companheiro de James Cook.